# Знаменка (Амурская область)
Зна́менка — село в Ромненском районе Амурской области, Россия. Административный центр Знаменского сельсовета.

## География
Село Знаменка стоит на правом берегу реки Белая (левый приток реки Зея).
Село Знаменка расположено к юго-западу от районного центра Ромненского района села Ромны, автомобильная дорога идёт через Святоруссовку и Любимое, расстояние до райцентра — 24 км.
От села Знаменка на запад идёт дорога к сёлам Верхнебелое и Поздеевка; на юг, на левый берег реки Белая — к селу Кузьмичи.
В одном километре западнее села Знаменка проходит федеральная трасса Чита — Хабаровск.

## Население
| 2002 | 2010 | 2012 | 2013 | 2014 | 2015 | 2016 |
| ---- | ---- | ---- | ---- | ---- | ---- | ---- |
| 581  | ↘480 | ↘473 | ↘449 | ↗452 | ↘447 | ↘445 |
| 2017 | 2018 |      |      |      |      |      |
| ↘434 | ↘421 |      |      |      |      |      |

По данным переписи 1926 года по Дальневосточному краю, в населённом пункте числилось 189 хозяйств и 978 жителей (505 мужчин и 473 женщины), из которых преобладающая национальность — украинцы (156 хозяйств).